# Кукары
Кука́ры (чув. Кӑкар) — деревня в Цивильском районе Чувашской Республики. Входит в состав Игорварского сельского поселения.

## География
Находится в северной части Чувашии на расстоянии приблизительно 15 км на юго-восток по прямой от районного центра города Цивильск.

## История
Известна с 1795 года как выселок села Преображенское (ныне Тойси) с 10 дворами. В 1862 году было учтено 176 жителей, в 1897 году — 203 жителя, в 1926 году — 45 дворов, 248 жителей, в 1939 году — 274 жителя, в 1979 году — 115. 
В 2002 году было 29 дворов, в 2010 году — 21 домохозяйство. В период коллективизации был образован колхоз «Коганар», в 2010 году действовало КФХ «Иванов».

## Население
Постоянное население составляло 54 человека (чуваши — 100 %) в 2002 году, 41 в 2010 году.